# Dungeon ni Deai o Motomeru no wa Machigatteiru Darō ka: Orion no Ya
Dungeon ni Deai o Motomeru no wa Machigatteiru Darō ka: Orion no Ya (: 劇場版 ダンジョンに出会いを求めるのは間違っているだろうか －オリオンの矢－?) es una película de anime japonesa de 2019 perteneciente al género de comedia y cine de fantasía, basada en la serie de novelas ligeras de Dungeon ni Deai o Motomeru no wa Machigatteiru Darō ka de Fujino Ōmori. La película se estrenó el 15 de febrero de 2019 en Japón y recibió estrenos teatrales limitados en otras regiones más adelante en el año.

## Sinopsis
Bell Cranel participa en un día habitual en Orario, explorando el Calabozo junto a Liliruca Arde y Welf Crozzo, antes de participar en el Festival de la Luna Sagrada junto a su diosa, Hestia. Se dan cuenta de que Hermes se enfrenta al desafío de sacar una lanza de un cristal, afirmando que quien lo haga será bendecido por la diosa de la pureza y podrá hacer un viaje fuera de la ciudad. Hestia convence a Bell para que lo haga, y cuando toca la lanza, escucha una voz que confirma que él es el indicado, lo que hace que el cristal se rompa. Hermes felicita a Bell y presenta al patrocinador del evento, Artemis, una vieja amiga de Hestia que está feliz de volver a verla, pero se sorprende cuando la ve abrazando a Bell, llamándolo "Orión".
Hermes informa al grupo de Hestia que Artemisa patrocinó el evento para buscar ayuda para derrotar a un monstruo fuera de Orario con el que su Familia tenía problemas para lidiar. Bell pregunta por qué debería ser él, ya que hay aventureros más fuertes, pero Artemis insiste ya que la lanza lo eligió a él, debido a su alma pura. Hestia acepta aceptar la misión, y Lili y Welf también aceptan unirse.
Después de una semana volando sobre dragones hasta su destino, el grupo rescata a una madre y a su hijo de unos monstruos. Bell los derrota fácilmente usando la lanza, pero Hermes le advierte que no la vuelva a usar. Acampando por la noche, el grupo discute el brote de monstruos que aprendieron de la madre, y Hermes se pregunta si tiene que ver con su misión. Él explica que en las Ruinas de Elsus, había un monstruo llamado "Antares" que fue sellado hace mucho tiempo, pero desde entonces ha comenzado a recuperar el poder, por lo que él y Artemis se unieron para derrotarlo, y también les informaron que la lanza que tenían es imprescindible para matar a Antares. Antes de irse a dormir, Hestia y Artemis hablan sobre lo que sienten por Bell, Artemis también se refiere vagamente a lo que sucedió con su <Familia> y Hestia nota cuánto ha cambiado.
Al día siguiente, el grupo casi llega a su destino, pero son derribados del cielo por un aluvión de lanzas de luz, lo que hace que se estrellen en un bosque muerto cercano. Están rodeados por un grupo de monstruos, pero son salvados por Ryuu Lyon, que está ayudando al resto de la Familia Hermes, que ha estado esperando el regreso de Hermes. Asfi explica la situación, cómo los monstruos han estado devastando la tierra y que no han podido llegar a la puerta que bloquea su camino a Antares.
Esa noche, Hermes y los niños intentan espiar a las damas mientras se bañan, pero son frustrados rápidamente, mientras que en el alboroto, Bell logra escapar y se topa con Artemisa bañándose sola. Los dos hablan sobre su relación con Hestia y en qué tipo de héroe quiere convertirse Bell, antes de que Artemis le pida a Bell un baile. Él acepta, y ella habla con Bell sobre los 10.000 años de romance que les prometieron a los dioses cuando descendieron a la Tierra.
A la mañana siguiente, el grupo planea sus estrategias de batalla, con Hermes Familia actuando como señuelos, mientras Artemis, Hermes, Bell y el resto cargan hacia las ruinas. Pueden atravesar la puerta gracias a Artemis, pero quedan luchando con los monstruos que aprenden que son capaces de autorregenerarse y evolucionar. Mientras tanto, de vuelta en Orario, los monstruos en el Dungeon han comenzado a volverse locos, lo que lleva al Gremio a emitir una solicitud de emergencia para que los aventureros de primera clase se encarguen de eso.
El grupo de Artemisa finalmente llega a la ubicación de Antares, para encontrar sorprendentemente al gran monstruo que contiene el cuerpo cristalizado de Artemisa dentro de su cofre. Hermes luego revela que la Artemisa con la que se aventuraron era simplemente un fragmento del original, y ahora con el cuerpo de Artemisa dentro, Antares ha ganado la capacidad de utilizar su poder divino. Como resultado, Antares dispara un rayo de luz hacia una cicatriz en forma de luna creciente en el cielo, creando lo que parece ser una segunda luna, algo que los dioses en Orario reconocen como un hechizo Arcano: "Flecha de Artemisa". La Familia Loki, y eventualmente incluso la Familia Freya, se encargan de evitar que los monstruos salvajes escapen de la mazmorra.
Hermes continúa explicando que la lanza es en realidad una flecha creada por Artemis lo suficientemente poderosa como para matar incluso a los dioses, con la flecha llamada "Orión", lo que lleva a Asfi a darse cuenta de que Bell tiene la tarea de matar a Artemis. Bell intenta luchar contra la bestia usando solo su Hestia Knife y Firebolt, pero resulta ineficaz ya que simplemente la regenera, mientras que el "fragmento" Artemisa logra negar un ataque para salvar al grupo, antes de desaparecer. Bell entra en estado de shock, y mientras el grupo actúa como señuelo para mantener ocupado a Antares, los gritos de Hestia para salvar a Artemis hacen que Bell entre en razón. Usando Orion, potenciado por su habilidad Argonaut, Bell mata a Antares y usa su Hestia Knife para romper el cristal en el que Artemis estaba atrapada, apuñalándola en el corazón.
Una aparición de Artemisa aparece ante Bell y le revela que incluso los dioses se reencarnan, aunque ella no lo sabe por mucho tiempo que pase. Con lágrimas en los ojos, espera que la próxima vez que se encuentren, tengan un romance de 10 000 años. De vuelta en la realidad, el cuerpo de Antares se destruye y el hechizo Arcanum se destruye, calmando a los monstruos en Orario. Fuera de las ruinas, Hestia consuela a un malhumorado Bell mostrándole que su acto heroico no solo salvó a Artemisa, sino también al bosque circundante. Al tomar nota de eso, Bell y Hestia se reagrupan con sus amigos y se preparan para regresar a casa.

## Producción
La película se basó en Dungeon ni Deai o Motomeru no wa Machigatteiru Darō ka, con una historia original del creador Fujino Ōmori. Se anunció con la segunda temporada de la serie durante el GA Bunko 2018 Happyō Stage en Wonder Festival el 18 de febrero de 2018. La película fue dirigida por Katsushi Sakurabi, con Warner Bros. distribuyendo la película en Japón. J.C.Staff volvió a animar la película, así como el resto del elenco y el personal repitieron sus papeles. Yuka Iguchi interpretó el tema principal "Onaji Sora no Shita de" para la película.

## Lanzamiento
La película se estrenó originalmente en Japón el 15 de febrero de 2019. Sentai Filmworks autorizó la película en Norteamérica y la proyectó en los Estados Unidos el 23 de julio de 2019. Manga Entertainment lanzó Blu-ray y DVD en Australasia el 7 de septiembre de 2020. La película también se estrenó en algunos otros territorios.